# Pierluigi La Terza
Pierluigi La Terza (Napoli, 1º aprile 1898 – ...) è stato un diplomatico e giurista italiano.
Ministro-consigliere dell'ambasciata italiana a Madrid nel 1943, consegnò all'ambasciatore germanico la dichiarazione italiana di guerra.

## Biografia
Nasce nel 1898 a Napoli in via Partenope, il lungomare del quartiere San Ferdinando. Dopo aver terminato l’istruzione primaria, si iscrive alla facoltà di giurisprudenza dell’Università degli Studi di Napoli Federico II dove ha per guida il giurista Roberto De Ruggiero, col quale si laurea nel 1920.
Dopo un periodo di tirocinio a Roma presso il ministero della giustizia entra  a far parte del corpo diplomatico propriamente detto. Nel 1926 svolge la funzione di segretario della delegazione italiana alla «V Conferenza internazionale di diritto internazionale privato» tenutasi a L'Aja, ed anche nella primavera del 1928 è segretario della «Conferenza di Roma sui diritti d'autore». Terminati questi impegni viene destinato all’Ambasciata d'Italia ad Ankara, nel periodo in cui Mustafa Kemal Atatürk è alla guida della Turchia.
Successivamente, nel 1931, è inviato all’ambasciata italiana di Monaco di Baviera, riparte poi nel 1933 per quella di Tirana. Nel 1936 viene quindi destinato all'ambasciata di Lisbona e nel 1938 a quella di Copenaghen. Nel 1939 riprende il servizio interno al ministero, per venir poi trasferito, nel 1942, alla delegazione di Lisbona. Da qui nel 1943, ai primi di settembre, viene destinato all’ambasciata di Madrid in qualità di secondo ministro-consigliere dell’ambasciatore Giacomo Paulucci di Calboli. Qui, il mattino del 13 ottobre, tramite l’ambasciata inglese a Madrid proveniente da Brindisi, sede del Governo provvisorio italiano giunge un dispaccio firmato da Badoglio che, a nome di Vittorio Emanuele III, prega l'ambasciatore Paulucci di:
« [...] voler comunicare al Governo del Reich che, di fronte ai ripetuti ed intensificati atti di guerra commessi dalle Forze Armate Germaniche contro il popolo italiano, a decorrere dalle ore quindici (ora di Greenwich) di oggi tredici ottobre millenovecentoquarantatré, l'Italia si considera in stato di guerra con la Germania...» 
Di conseguenza, appena terminata la stesura del testo ufficiale, Paulucci incarica Pierluigi La Terza di prender contatto e portare personalmente il foglio contenente la dichiarazione italiana di guerra alla sede della rappresentanza diplomatica germanica di Madrid sul Paseo de la Castellana e consegnarlo espressamente nelle mani dell’ambasciatore del Reich  Hans-Heinrich Dieckhoff. La Terza racconterà i particolari e le conseguenze di questo atto nel suo libro intitolato "13 ottobre 1943" pubblicato nel 1963.
Nel dopoguerra La Terza è inviato a Mosca dal 1946 al 1948, e  nel 1949  ad Amman. Infine, nominato ambasciatore, ricopre questa carica dal 1952 al 1958 a Giacarta. Terminata la missione riprende servizio al ministero fino al 1963 anno in cui si ritira in pensione per raggiunti limiti di età.

## Opere
- Pierluigi La Terza, Verso l'abolizione dei privilegi: d'extraterritorialità in Cina, in Rivista Internazionale di Scienze Sociali e Discipline Ausiliarie, n. 104, 1926,  pp. 245-262.
- P. da Roccalta (pseudonimo di Pierluigi La Terza), Angora e Kemal Pascià, problemi politici ed economici della moderna Turchia, A.R.E., 1932.
- Pierluigi La Terza, 13 ottobre 1943, Milano, Edizioni Milano Nuova, 1963.
- Pierluigi La Terza, La risoluzione della questione della Nuova Guinea Occidentale, in Maria Grazia  Melchionni (a cura di), Rivista di Studi Politici Internazionali, vol. 30, 1 (Gennaio-Marzo 1963), Università di Roma La Sapienza,  pp. 37-73.